# Río Sangana
El Río Sangana es la cabecera de cuenca izquierda del Río La Leche, recorre una longitud de 39 km, naciendo a una altitud de 3480 m.s.n.m en el noroeste del Perú.

## Descripción
El río Sangana se origina en la Cordillera Occidental peruana en el flanco oriental del Cerro San Lorenzo. Sus cabeceras se encuentran en el extremo noreste del distrito de Miracosta de la provincia de Chota a una altitud aproximada de 3480 m s. n. m.
Fluye en dirección predominantemente oeste-suroeste , por pertenecer a la vertiente del Pacífico, a través de las montañas, cruzando el distrito. Desde el kilómetro 8, el río Sangana fluye hacia el oeste y forma el límite con el distrito de Tocmoche al sur. En el último kilómetro, el río Sangana forma el límite departamental con la provincia de Ferreñafe (región Lambayeque) en la margen izquierda del río.
Finalmente se encuentra con el río Moyán que fluye desde el noreste y se une a él para formar el río La Leche en Lambayeque.